# Tasiocera tarsalba
Tasiocera tarsalba är en tvåvingeart som beskrevs av Alexander 1936. Tasiocera tarsalba ingår i släktet Tasiocera och familjen småharkrankar. Inga underarter finns listade i Catalogue of Life.